# Lietuvos kariuomenės Sausumos pajėgos
Lietuvos kariuomenės Sausumos pajėgos (Sausumos pajėgos – SP) – wojska lądowe, jeden z rodzajów Litewskich Sił Zbrojnych.

## Historia i skład
W 2000 roku główne siły wojsk lądowych Litwy tworzyły dwie brygady zmotoryzowane: 1. Brygada „Żelazny Wilk” (Geležinis Vilkas) i 2. Brygada Zmotoryzowana, batalion sił specjalnych Jäger i 200 kompanii obrony terytorialnej, tworzące po rozwinięciu 10 batalionów. Litwa aspirując do NATO ze swoich sił lądowych wystawiała również siły pokojowe, w tym razem z Polską Litewsko-Polski Batalion Sił Pokojowych.
W 2000 roku wojska lądowe wyposażone były jedynie w lekkie pojazdy opancerzone i lekkie środki przeciwpancerne. Stan pojazdów opancerzonych wynosił: 25 transporterów BTR-60PB, 13 transporterów gąsienicowych TGIL m/42 (zmodernizowany M113) i 11 samochodów rozpoznawczych BRDM-2. Środkami wsparcia było jedynie 36 moździerzy 120 mm. Ponadto w 2000 roku Polska podarowała dla potrzeb batalionu polsko-litewskiego 10 nowych transporterów opancerzonych MT-LB i pierwszą broń strzelecką standardowego kalibru NATO (90 karabinków Beryl). W podobnym czasie Litwa otrzymała z Niemiec po preferencyjnej cenie 154 używane transportery opancerzone M113.
Na koniec 2003 roku wojska lądowe liczyły 7950 ludzi, w tym 3030 żołnierzy służby zasadniczej. W skład artylerii weszły 72 amerykańskie haubice M101, a liczba moździerzy 120 mm wzrosła do 61. Zamówiono następnie amerykańskie pociski przeciwpancerne Javelin i zestawy przeciwlotnicze Stinger.
Pod koniec drugiej dekady XXI wieku Litwa zmodernizowała sprzęt wojsk lądowych, kupując ciężkie kołowe bojowe wozy piechoty Boxer (nazwane Vilkas – Wilk) i haubice samobieżne Panzerhaubitze 2000.

## Wyposażenie

### W służbie

#### Pojazdy
| Zdjęcie                                         | Nazwa                    | Państwo            | Liczba                                         |
| Haubice samobieżne                              | Haubice samobieżne       | Haubice samobieżne | Haubice samobieżne                             |
| ----------------------------------------------- | ------------------------ | ------------------ | ---------------------------------------------- |
|                                                 | Panzerhaubitze 2000      | Niemcy             | 21                                             |
| Transportery opancerzone i bojowe wozy piechoty |                          |                    |                                                |
|                                                 | Vilkas                   | Niemcy · Holandia  | 85 bojowych, 4 dowodzenia, w 2024 zamówione 27 |
|                                                 | M113                     | Stany Zjednoczone  | 85                                             |
| Samochody opancerzone                           |                          |                    |                                                |
|                                                 | Toyota Land Cruiser J200 | Japonia            | 4                                              |
| Samochody ciężarowe                             |                          |                    |                                                |
|                                                 | Sisu E13TP               | Finlandia          | [ 13 ]                                         |

#### Artyleria i broń ręczna
| Zdjęcie                           | Nazwa                   | Państwo           | Liczba  |
| Haubice                           | Haubice                 | Haubice           | Haubice |
| --------------------------------- | ----------------------- | ----------------- | ------- |
|                                   | M50                     | Stany Zjednoczone | [ 14 ]  |
| Broń przeciwpancerna              |                         |                   |         |
|                                   | PV1110                  | Szwecja           | [ 15 ]  |
|                                   | AT-4                    | Szwecja           | [ 16 ]  |
|                                   | Carl Gustaf             | Szwecja           | [ 17 ]  |
| Systemy przeciwlotnicze           |                         |                   |         |
|                                   | Grom E3                 | Polska            | [ 18 ]  |
| Samopowtarzalne karabiny wyborowe |                         |                   |         |
|                                   | FN SCAR-H PR            | Belgia            | [ 19 ]  |
| Ciężkie moździerze                |                         |                   |         |
|                                   | M41D                    | Szwecja           | [ 20 ]  |
|                                   | M 1982                  | Czechy            | [ 20 ]  |
|                                   | M38/43                  | Polska            | [ 20 ]  |
|                                   | 2B11                    | Bułgaria          | [ 20 ]  |
|                                   | MRS 120-2ZUB „Tampella” | Niemcy            | [ 20 ]  |
| Lekkie moździerze                 |                         |                   |         |
|                                   | M-60                    | Bułgaria          | [ 21 ]  |
|                                   | M19                     | Stany Zjednoczone | [ 21 ]  |
|                                   | LM 60                   | Polska            | [ 21 ]  |

### Planowane

#### Pojazdy
| Nazwa                            | Państwo                  | Liczba                   |
| Bojowe wozy piechoty             | Bojowe wozy piechoty     | Bojowe wozy piechoty     |
| Transportery opancerzone         | Transportery opancerzone | Transportery opancerzone |
| -------------------------------- | ------------------------ | ------------------------ |
| M1126 Stryker                    | Stany Zjednoczone        | 84                       |
| Armatohaubice                    |                          |                          |
| Panzerhaubitze 2000              | Niemcy                   | 19 (2019)                |
| Wozy dowodzenia                  |                          |                          |
| M577A2                           | Stany Zjednoczone        | 26 (2019)                |
| Wozy zabezpieczenia technicznego |                          |                          |
| Bergepanzer 2                    | Niemcy                   | 6 (2019)                 |
| Samochody opancerzone            |                          |                          |
| Toyota Land Cruiser J200         | Japonia                  | 8                        |
| Samochody ciężarowe              |                          |                          |
| Unimog                           | Niemcy                   | 340 (2021)               |

#### Broń ręczna
| Nazwa                             | Państwo                           | Liczba                            |
| Przeciwpancerne pociski kierowane | Przeciwpancerne pociski kierowane | Przeciwpancerne pociski kierowane |
| --------------------------------- | --------------------------------- | --------------------------------- |
| FGM-148 Javelin                   | Stany Zjednoczone                 | 220                               |
| Lekkie moździerze                 |                                   |                                   |
| M6                                | Austria                           | 50                                |